# 1935 no teatro

## Nascimentos
| Data           | Nome                  | Profissão                                        | Nacionalidade | Observações | Ref |
| -------------- | --------------------- | ------------------------------------------------ | ------------- | ----------- | --- |
| 19 de janeiro  | Maria Alice Vergueiro | atriz                                            | Brasil        |             |     |
| 16 de março    | Juca de Oliveira      | ator                                             | Brasil        |             |     |
| 28 de junho    | Frederick John Inman  | ator                                             | Inglaterra    | m. 2007     |     |
| 10 de julho    | Myriam Pérsia         | atriz                                            | Brasil        |             |     |
| 1 de setembro  | Cacilda Lanuza        | atriz                                            | Brasil        |             |     |
| 29 de setembro | Plínio Marcos         | escritor, dramaturgo, ator, diretor e jornalista | Brasil        | m. 1999     |     |
| 5 de outubro   | Tarcísio Meira        | ator                                             | Brasil        |             |     |

## Mortes
| Data | Nome | Profissão | Nacionalidade | Observações | Ref |
| ---- | ---- | --------- | ------------- | ----------- | --- |